# Daniel Moncharé
Daniel N'Tieche Monchare (ur. 23 stycznia 1982 w Jaunde w Kamerunie), kameruński piłkarz, występuje na pozycji środkowego obrońcy.

## Kariera klubowa
Swoją karierę Daniel Moncharé rozpoczynał w Sable FC. Z Sable dotarł do finału Puchar Kamerunu w 2002. W latach 2002–2004 występował w Canonie Jaunde. W latach 2004–2006 był zawodnikiem Cotonsport Garoua. Z Cotonsport dwukrotnie zdobył mistrzostwo Kamerunu w 2005 i 2006.
W latach 2006–2009 występował w Algierii w klubie USM Algier. W 2009 przeniósł się do sąsiedniego Maroka do FUS Rabat. Z FUS zdobył Puchar Maroka i Afrykański Puchar Konfederacji w 2010. Od 2011 jest zawodnikiem Kuwait SC.

## Kariera reprezentacyjna
Daniel Moncharé ma za sobą powołanie do reprezentacji Kamerunu w 2001 roku. W tym roku znajdował się w kadrze Kamerunu na Puchar Konfederacji.